# Albert Ayler
Pour les articles homonymes, voir Ayler.
 (août 2019).
Si vous disposez d'ouvrages ou d'articles de référence ou si vous connaissez des sites web de qualité traitant du thème abordé ici, merci de compléter l'article en donnant les références utiles à sa vérifiabilité et en les liant à la section « Notes et références ».
Albert Ayler, né le 13 juillet 1936 à Cleveland (Ohio) et mort par suicide le 25 novembre 1970 à New York, est un saxophoniste (ténor, alto, et soprano) américain.

## Biographie
Issu d’une banlieue de la classe moyenne supérieure afro-américaine de la ville de Shaker Heights, c’est dès son plus jeune âge qu’Albert Ayler s’adonne à la musique. Entre son père Edward, qui joue du violon et chante à l’église, et sa mère Myrtle, qui y chante également, c'est dans un environnement tantôt autoritaire, tantôt protecteur qu'il grandit. En plus de l’apport musical de ses parents, c’est avec beaucoup d’assiduité que le jeune Albert pratique le saxophone alto et écoute de nombreux disques d’artistes de jazz tels Lionel Hampton et Lester Young. En 1942 naît son frère Donald Ayler. Ce dernier commencera le saxophone pour très vite l’abandonner au profit de la trompette. Plus tard, Donald rejoindra Albert dans son futur quintet pour remplacer Don Cherry.
Au début des années cinquante, il continue sa formation musicale à la John Adams High School où il sera l’élève de Benny Miller (qui aura notamment joué avec Charlie Parker). Là, il participe à un orchestre amateur fondé par un camarade. Son premier travail professionnel est une tournée avec l'orchestre rhythm 'n' blues de l'harmoniciste Little Walter. C’est également à cette époque qu’il s’intéresse au Be Bop de Charlie Parker. En plus de la musique, Albert développe beaucoup d'intérêt pour le golf, sport dans lequel il excelle.
En 1960, son service militaire l'amène en France, à Orléans (où, dans la fanfare du régiment, le Racially Integrated 76th Army Band, il abandonne le saxophone alto pour le saxophone ténor). La nuit, dans les casernes américaines, Albert se joint aux orchestres constitués de musiciens français et américains. C’est dans ces mêmes formations qu’il développe son style qu’on lui reproche d’être trop différent, esthétiquement absurde. Albert sait jouer et faire preuve d’un bon sens de l’improvisation mais il ne sait pas lire la musique (ce qu’il apprendra un peu plus tard grâce à un chef d’orchestre français). À la même époque, on le retrouve à jouer dans des jam-sessions dans divers bars et clubs de jazz de Paris, suscitant le même désarroi auprès de son auditoire. Là encore, l’artiste ne suit pas les carcans mélodiques, rythmiques et esthétiques imposés par le blues de l’époque. Ces années françaises auront amené le jeune saxophoniste à développer son jeu et son identité d’artiste.
Il retourne à la vie civile en Californie, puis à Cleveland, mais son style en gestation heurte ses auditoires. De retour en Suède l'année suivante, il reçoit un meilleur accueil et enregistre en 1962 son premier disque avec deux musiciens locaux : Torbjörn Hultcrantz et Sune Spånberg ; puis, l'année suivante, le disque My name is Albert Ayler avec Niels-Henning Ørsted Pedersen. Au « Jazzhus Montmartre », à Copenhague (à l'époque sorte de quartier général du jazz scandinave), il joue fréquemment et écoute quelques hôtes presque permanents de cette région : Don Cherry, Don Byas et Dexter Gordon.
De retour à New York, il est engagé dans quelques night clubs de Greenwich Village, enfin porté par l'essor du free jazz. Mais en 1964, ses premiers enregistrements américains (des negro spirituals), en compagnie de Sunny Murray, Henry Grimes et Call Cobbs, ne trouvent pas d'éditeur. La firme ESP, vouée au jazz d'avant-garde, publie enfin la même année le premier d'une série de microsillons de compositions d'Ayler (le premier  Ghost, est un des manifestes du free jazz). Le succès n'est toujours pas au rendez-vous. Il enregistre toutefois la musique du film New York Eye and Ear Control de Michael Snow.
De nouveau au Danemark, il retrouve Don Cherry dans l'Albert Ayler Quartet, puis, revenu à New York, il parvient à se produire avec son fidèle ami Sunny Murray et son frère Donald Ayler au Village Gate, au Town Hall, au Judson Hall, au Slug's.
En 1966, une longue tournée le conduit de nouveau en Europe. Il se produit le 13 novembre à la salle Pleyel, au Paris Jazz Festival. On retrouve une partie de ce concert sur le disque Lörrach, Paris 1966. L'accueil d'une partie de la critique est hostile (par exemple Jef Gilson). Mais il trouve en John Coltrane, conquis par son style (« he is profoundly ahead of me »), un appui de taille. Malheureusement pour peu de temps. À la mort de Coltrane, en 1967, ce sont les frères Ayler qu'il a chargés de la rituelle musique funéraire, la traditionnelle fanfare étant réduite à un simple quartet.
Introduit par Coltrane auprès des dirigeants du label Impulse!, accueillant tous les avant-gardistes, il produira une série de disques à un rythme assez soutenu jusqu'en 1969, accompagné par un personnel fluctuant, mais comportant fréquemment le violoniste Michael Sampson, le bassiste Alan Silva et le batteur Beaver Harris, auxquels se joint la chanteuse et poly-instrumentiste Mary Parks (Mary Maria). En 1969, il tente d'intégrer des musiciens de pop ou de rock, en des sortes d'essais de « fusion », sans grand succès.
En 1970, il donne deux concerts à la Fondation Maeght à Saint-Paul de Vence, et reçoit, enfin, un accueil triomphal. Quelques mois après, on le retrouve noyé dans le port de New York, à trente-quatre ans. Selon Daniel Caux, le meilleur connaisseur français d'Ayler et organisateur de ses concerts à la fondation Maeght, il s'agit d'un suicide.[réf. nécessaire]

## Discographie
- 1962 : Albert Ayler: The first recordings, vol. 1[6] (GNP Crescendo)
- 1962 : The Albert Ayler: The first recordings, vol. 2[7] (Bird notes)
- 1963 : Albert Ayler free jazz / My Name Is Albert Ayler[8](Freedom Records)
- 1964 : Goin' home[9] (Black Lion Records)
- 1964 : Spirits (Witches & Devils)[10]  (Arista & Freedom Records)
- 1964 : Swing low sweet spiritual[11]  (Osmosis Records)
- 1964 : Prophecy [live][12]  (ESP Disk)
- 1964 : Spiritual Unity[13] (ESP Disk)
- 1964 : New York eye & ear control[14],[15](ESP Disk)
- 1964 : Vibrations (Freedom)
- 1964 : The Hilversum session (Osmosis)
- 1964 : The Copenhagen tapes (Ayler)
- 1965 : Bells [live][16] (Calibre)
- 1965 : Spirits Rejoice[17],[18](ESP)
- 1966 : La Cave Live, Cleveland 1966[19]
- 1966 : At Slug's saloon, vol. 1 [live] (Get Back)
- 1966 : At Slug's saloon, vol. 2 [live] (ESP)
- 1966 : Lörrach, Paris 1966[20] [live] (hatOLOGY)
- 1966 : In Greenwich Village [live] (Impulse!)
- 1966 : Albert Ayler: the cillage concerts, vol. 7 [live] (ABC / Impulse! / MCA)
- 1966 : Complete live at Slug's
- 1967 : Love cry (Impulse!)
- 1968 : New grass (Impulse!)
- 1969 : Music is the healing force of the universe (Impulse!)
- 1969 : The last album (Impulse!)
- 1970 : Live on the riviera[21]
- 1970 : Nuits de la fondation Maeght - 1970, vol. 1 (Shandar)
- 1970 : Nuits de la fondation Maeght - 1970, vol. 2[22] (Shandar)
- 2017 : European Radio Studio Recordings 1964 (Hatology)
- 2017 : Copenhagen Live 1964 (Hatology)

Note : Si l'on excepte quelques titres sous la direction de Cecil Taylor ou de Sunny Murray, Albert Ayler n'a enregistré que ses propres disques, et raconte sa vie et ses musiques aussi.
Rééditions chez Hathut Records dans la collection Ezz-thetics, d'enregistrements ESP-Disk "revisités".

#### Ouvrages en français
- Franck Médioni, Albert Ayler – Témoignages sur un holy ghost, Marseille, Le Mot et le Reste, 2010, 332p. (ISBN 9782070496433).
- Michel Contat, Les treize morts d'Albert Ayler, Gallimard, coll. « Série noire », 1996, 288p (ISBN 9782070496433).
- Jedediah Sklower, « Rebel with the wrong cause. Albert Ayler et la signification du free jazz en France », Volume! La revue des musiques populaires, Bordeaux, Mélanie Seteun, nos 6-1&2,‎ 2008 (lire en ligne).
- Astral project (manga de Marginal), éditions Casterman / Sakka, 2006.
- Marc-Edouard Nabe, Le Dilettante, La Marseillaise, 1989 (réimpr. 2009), 48 p.) (ISBN 9782842631703).
- Maurice G. Dantec, Comme le fantôme d'un jazzman dans la station Mir en déroute, Albin Michel, 2009, 210p. (ISBN 9782226188755).
- Étienne Brunet, « Les derniers instants de la vie d’Albert A. », La Sœur de l'Ange no 9, Editions Herman,‎ 2011.
- Emmanuel Clerc, Albert Ayler, Vibrations, Marseille, Le Mot et le Reste, 2023,132 p. (ISBN 9782384311958).
- Simon Guibert, Tous les blues d'Albert Ayler, Paris, E-dite, 2005,133 p. (ISBN 2846081638).

#### Ouvrages en anglais
- Richard Koloda, Holy Ghost, The life & death of free jazz pioneer Albert Ayler, London, Jawbone Press, 2022, 312p. (ISBN 9781911036937).
- Peter Niklas Wilson, Spirits Rejoice! Albert Ayler and his message, London, Wolke V.-G., 2022, 176p. (ISBN 9783955931094).